# Список видов семейства Deinopidae
Список всех описанных видов пауков семейства Deinopidae на 29 июля 2013 года.

## Deinopis
Deinopis MacLeay, 1839
- Deinopis amica Schiapelli & Gerschman, 1957 — Аргентина, Уругвай
- Deinopis anchietae Brito Capello, 1867 — Западная Африка, Ангола
- Deinopis armaticeps Mello-Leitao, 1925 — Бразилия
- Deinopis aruensis Roewer, 1938 — Ару
- Deinopis aspectans Pocock, 1899 — Камерун, Конго
- Deinopis aurita F. O. P.-Cambridge, 1902 — Мексика
- Deinopis biaculeata Simon, 1906 — Бразилия
- Deinopis bituberculata Franganillo, 1930 — Куба
- Deinopis bucculenta Schenkel, 1953 — Венесуэла
- Deinopis camela Thorell, 1881 — Новая Гвинея
- Deinopis celebensis Merian, 1911 — Сулавеси
- Deinopis cornigera Gerstacker, 1873 — Восточная Африка
- Deinopis cylindracea C. L. Koch, 1846 — Колумбия
- Deinopis cylindrica Pocock, 1898 — Южная Африка
- Deinopis diabolica Kraus, 1956 — Сальвадор
- Deinopis fasciata L. Koch, 1879 — Квинсленд
- Deinopis fasciculigera Simon, 1909 — Вьетнам
- Deinopis fastigata Simon, 1906 — Бразилия
- Deinopis giltayi Lessert, 1930 — Конго
- Deinopis goalparaensis Tikader & Malhotra, 1978 — Индия
- Deinopis granadensis Keyserling, 1879 — Колумбия
- Deinopis guasca Mello-Leitao, 1943 — Бразилия
- Deinopis guianensis Taczanowski, 1874 — Французская Гвиана
- Deinopis guineensis Berland & Millot, 1940 — Гвинея
- Deinopis kollari Doleschall, 1859 — Мьянма, Малайзия
- Deinopis lamia MacLeay, 1839 — Куба, Пуэрто-Рико
- Deinopis liukuensis Yin, Griswold & Yan, 2002 — Китай
- Deinopis longipalpula Strand, 1913 — Центральная Африка
- Deinopis longipes F. O. P.-Cambridge, 1902 — от Мексики до Панамы
- Deinopis madagascariensis Lenz, 1886 — Мадагаскар
- Deinopis mediocris Kulczynski, 1908 — Новая Гвинея
- Deinopis ornata Pocock, 1902 — Эфиопия
- Deinopis pallida Mello-Leitao, 1939 — Бразилия
- Deinopis pardalis Simon, 1906 — Бразилия
- Deinopis plurituberculata Mello-Leitao, 1925 — Бразилия
- Deinopis ravida L. Koch, 1879 — Квинсленд
- Deinopis reticulata (Rainbow, 1899) — Новая Гвинея
- Deinopis rodophthalma Mello-Leitao, 1939 — Бразилия
- Deinopis schomburgki Karsch, 1878 — Южная Австралия
- Deinopis schoutedeni Giltay, 1929 — Конго
- Deinopis seriata Simon, 1906 — Бразилия
- Deinopis spinosa Marx, 1889 — США, Сент-Винсент, Венесуэла
- Deinopis subrufa L. Koch, 1879 — Квинсленд, Новый Южный Уэльс, Тасмания, Новая Зеландия
- Deinopis tabida L. Koch, 1879 — Квинсленд
- Deinopis tuboculata Franganillo, 1926 — Куба
- Deinopis unicolor L. Koch, 1879 — Западная Австралия

## Menneus
Menneus Simon, 1876
- Menneus aussie Coddington, Kuntner & Opell, 2012 — Квинсленд, Новый Южный Уэльс, Новая Каледония
- Menneus bituberculatus Coddington, Kuntner & Opell, 2012 — Квинсленд, вероятно Новая Гвинея
- Menneus camelus Pocock, 1902 — Южная Африка
- Menneus capensis (Purcell, 1904) — Южная Африка
- Menneus darwini Coddington, Kuntner & Opell, 2012 — Танзания
- Menneus dromedarius Purcell, 1904 — Южная Африка, Мадагаскар
- Menneus nemesio Coddington, Kuntner & Opell, 2012 — Новый Южный Уэльс
- Menneus neocaledonicus (Simon, 1888) — Новая Каледония
- Menneus quasimodo Coddington, Kuntner & Opell, 2012 — Западная Австралия
- Menneus samperi Coddington, Kuntner & Opell, 2012 — Восточная Африка
- Menneus superciliosus (Thorell, 1881) — Квинсленд, Новый Южный Уэльс
- Menneus tetragnathoides Simon, 1876 — Ангола, Малави, Танзания
- Menneus trinodosus Rainbow, 1920 — Квинсленд, Новый Южный Уэльс, Лорд-Хау
- Menneus wa Coddington, Kuntner & Opell, 2012 — Западная Австралия